# William Osler
William Osler, född 12 juli 1849 i Bond Head i Ontario, död 29 december 1919 i Oxford, var en kanadensisk läkare. 
Som son till en missionär var det från början meningen att Osler skulle bli präst, men under sin skoltid upptäckte han att den banan inte var för honom och 1868 började han studera medicin vid Toronto Medical School, därefter studerade han vid McGill University i Montréal innan han 1872 tog sin examen. Efter studierna i Kanada åkte han till Europa där han besökte London, Berlin, Leipzig och Wien.
Efter att ha återvänt till Kanada var Osler en kort tid verksam som allmänläkare innan han utsågs till föreläsare vid McGill University. 1875 utsågs han till professor vid samma universitet, han undervisade i fysiologi, patologi och medicin. Under en vistelse i Leipzig 1884 fick han en inbjudan om att bli professor i klinisk medicin vid University of Pennsylvania i Philadelphia. 1888 blev han den första professorn i medicin som var verksam vid Johns Hopkins University Medical School i Baltimore.
1904 blev han erbjuden en tjänst i Oxford och året därpå tillträdde han denna. 
Osler skrev ett stort antal artiklar och böcker under sitt liv. Han har dessutom givit namn åt Rendu-Osler-Webers sjukdom (tillsammans med Henri Jules Louis Marie Rendu och Frederick Parkes Weber), Oslers syndrom, Oslers manöver, Vaquez-Oslers sjukdom och Oslers triad. 
I sitt testamente donerade Osler sin boksamling (på cirka 8 000 volymer) till McGill University och när hans fru dog några år senare flyttades bådas aska till Oslerbiblioteket vid McGill.